# Ronald Neame

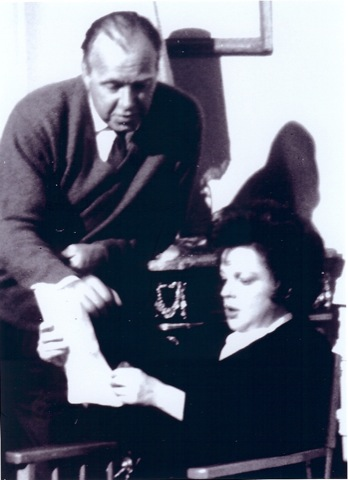
Ronald Neame con Judy Garland, en 1963.

Ronald Neame (Londres, 23 de abril de 1911-Los Ángeles, 16 de junio de 2010) fue un productor, guionista, director de fotografía y director de cine británico. Hijo de un director de cine y una estrella del cine mudo, tras la muerte de su padre se incorporó como mensajero en la industria cinematográfica. Director de fotografía en las década de 1920 y 1930, alcanzó la fama con David Lean en Major Barbara y One of Our Aircraft is Missing, por la que fue candidato al Premio Óscar a la mejor fotografía.

## Filmografía (selección)
- Meteoro (1979)
- La aventura del Poseidón (1972)
- Muchas gracias, Mr. Scrooge (1970)
- Una mujer sin pasado (1964) (protagonizada por Deborah Kerr y John Mills)
- Alarma en extremo Oriente (1958) (protagonizada por Peter Finch y Mary Ure)
- El millonario (1953) (protagonizada por Gregory Peck)

## Premios y distinciones
Premios Óscar
| Año  | Categoría                  | Película         | Resultado |
| ---- | -------------------------- | ---------------- | --------- |
| 1943 | Mejores efectos especiales | Perdido un avión | Nominado  |
| 1947 | Mejor guion                | Breve encuentro  | Nominado  |
| 1948 | Mejor guion                | Cadenas rotas    | Nominado  |